# Sheffield Grand Prix
Le Sheffield Grand Prix est une course cycliste britannique disputée à Sheffield, au nord de l'Angleterre. Cette compétition se déroule sur un circuit d'environ 1,4km parcouru à plusieurs reprises. Elle fait partie du calendrier du British Cycling National Circuit Series,. 
L'édition 2017 est commune au  championnat de Grande-Bretagne du critérium. Elle est remportée par Tom Pidcock et Katie Archibald. Une épreuve est également organisée pour les femmes. 

## Palmarès

### Hommes
| Année     | Vainqueur       | Deuxième        | Troisième        |              |
| --------- | --------------- | --------------- | ---------------- | ------------ |
| 2012      | Graham Briggs   | Russell Downing | Rico Rogers      |              |
| 2013      | Dean Downing    | Graham Briggs   | Russell Downing  |              |
| 2014      | Kristian House  | Adam Blythe     | Tobyn Horton     |              |
| 2015      | Tom Scully      | Jon Mould       | Andrew Hawdon    |              |
| 2016      | Chris Lawless   | Harry Tanfield  | Tobyn Horton     |              |
| 2017      | Tom Pidcock     | Harry Tanfield  | Jon Mould        |              |
| 2018      | Joey Walker     | Jon Mould       | Tobyn Horton     |              |
| 2019      | Oliver Wood     | Robert Scott    | Charlie Tanfield |              |
| 2020-2022 | Pas organisé    | Pas organisé    | Pas organisé     | Pas organisé |
| 2023      | Finn Crockett   | Harry Birchill  | Ben Chilton      |              |
| 2024      | Toby Barnes     | Matthew Bostock | Thomas Armstrong |              |
| 2025      | Matthew Bostock | Alex Beldon     | Cameron Mason    |              |

### Femmes
| Année     | Vainqueur        | Deuxième         | Troisième       |              |
| --------- | ---------------- | ---------------- | --------------- | ------------ |
| 2013      | Helen Wyman      | Hannah Barnes    | Eileen Roe      |              |
| 2014-2016 | Pas organisé     | Pas organisé     | Pas organisé    | Pas organisé |
| 2017      | Katie Archibald  | Elinor Barker    | Lucy Shaw       |              |
| 2018-2022 | Pas organisé     | Pas organisé     | Pas organisé    | Pas organisé |
| 2023      | Monica Greenwood | Amy Gornall (en) | Jo Tindley (en) |              |
| 2024      | Keira Bond       | Jenny Holl       | Megan Barker    |              |
| 2025      | Anna Morris      | Robyn Clay       | Kate Richardson |              |